# Constance Simelane
Pour les articles homonymes, voir Simelane.
 (mai 2023).
Constance Simelane est une femme politique eswatinienne. Elle intègre le Sénat en 2001, puis devient ministre de l'éducation et de la formation en 2003 avant d'être nommée vice-première ministre du Swaziland en 2006, ce qui fait d'elle la première femme à ce poste.

## Biographie

### Enfance et éducation
Les parents de Simelane sont Funwako Simelane, un professeur swazi, et Judith Simelane, née LaNknonyane à Amsterdam, en Afrique du Sud. Ils se rencontrent alors qu'il enseigne au lycée Kington de Vryheid qu'elle fréquente. Ils se marient en 1940, quand Judith finit le lycée. Sa grande sœur, Tandiwe Dlamini, est directrice exécutive de la Croix-Rouge au Swaziland,. Elle a également deux sœurs, Nomcebo et Zandile, et deux frères, Dumisa Sifiso, tous plus jeunes qu'elle.
En 1958, le roi Sobhuza II ordonne au père de Simelane de revenir au Swaziland pour y travailler dans la capitale. Il est enseignant dans plusieurs lycées puis devient ambassadeur du Swaziland dans plusieurs pays, avant de revenir au pays pour y être ministre des finances. Il meurt en 1980.
Après le lycée, Simelane reçoit une bourse pour étudier à l'université Roosevelt à Chicago, où elle étudie les sciences sociales. Elle enchaîne sur un Master of Business Administration à l'université de Washington, puis se spécialise en achats en Autriche. Elle retourne à Chicago où elle travaille pour un organisme de crédit, puis revient au Swaziland où elle devient secrétaire au cabinet du vice-premier ministre. Elle déménage ensuite en Éthiopie, où elle travaille pour la Commission économique pour l'Afrique à Addis-Abeba.

### Politique
Elle est élue au Sénat en 2001. De 2004 à 2005, elle est directrice du comité exécutif de la Commonwealth Parliamentary Association (en).
En 2003, Simelane intègre l'assemblée de l'Eswatini en tant que ministre de l'éducation, aux côtés de neuf autres ministres nommés par Mswati III. Au cours de son mandat, elle rend l'éducation primaire accessible aux enfants vulnérables ou orphelins, l'éducation primaire étant payante dans son pays. Elle y inclut notamment les enfants séropositifs, le taux d'infection au VIH de l'Eswatini étant le plus élevé au monde. Les écoles acceptent de prendre en charge tous les enfants du pays qui se présentent en cours, bien qu'ils doutent de la capacité du gouvernement à financer le projet proposé qui s'élève à 6,4 millions de dollars ; le gouvernement ne parvient à payer les bourses qu'en fin d'année, quand beaucoup d'enfants ont déjà été renvoyés des écoles pour défaut de paiement. Simelane rend également les livres d'école gratuits pour les enfants vulnérables, mais le projet ne rencontre pas un grand succès puisque ces enfants ne sont pas scolarisés. Elle rend aux jeunes filles enceintes la possibilité de reprendre leur éducation, alors que depuis l'indépendance en 1968, la pratique est d'exclure les élèves enceintes définitivement ; ce n'est pas une loi, mais elle soutient officiellement la décision prise par l'association des directeurs d'écoles du Swaziland.
En 2006, après la mort du vice-premier ministre Albert Shabangu, Simelane est nommée vice-première ministre, ce qui fait d'elle la première femme à ce poste,. Ce rôle est essentiellement symbolique, les responsabilités du poste ayant été dans le même temps réattribuées au ministre du développement régional et de la jeunesse. La décision est cependant acclamée par les organisations féministes comme un symbole important de la place des femmes dans le pays. Elle reste en poste jusqu'en 2008.